# Liste der Gemeindevorsteher und Bürgermeister von Löcknitz
Liste der Gemeindevorsteher und Bürgermeister von Löcknitz; Löcknitz ist eine Gemeinde im Landkreis Vorpommern-Greifswald in Mecklenburg-Vorpommern. 
Bis 1922 waren die Gemeindevorsteher von Löcknitz ehrenamtlich tätig. Bis 1945 wurden die Vorsteher einer kleinen Gemeinde üblicherweise als Ortsvorsteher oder Gemeindevorsteher bezeichnet, ab 1945 dann offiziell als Bürgermeister. In Löcknitz sind die Bürgermeister heute ehrenamtlich tätig. Folgende Gemeindevorsteher und Bürgermeister sind in Löcknitz namentlich und mit ihrer Amtszeit bekannt:
- 1870 0000 ? Hartwig
- 0?00-1920 Ernst Wittkopf
- 1920–1924 C.A. Schmidt
- 1924–1932 ? Steffen
- 1933-0?000? Banse (NSDAP)
- 0?00-1943 Heinrich Pietsch
- 1943–1945 ? Neumann
- 1945 Fritz Roggow (KPD)
- 1945–1946 ? Ahrens (KPD/SED)
- 1946–1949 Rudolf Conradt
- 1950 Karl-Heinz Müller
- 1950 Max Pless (DBD)
- 1950–1951 Bruno Böttge
- 1951–1955 Gisela Beer
- 1955–1968 Helmut Witthuhn (SED)
- 1968–1970 Klaus Neumuth
- 1970–1981 Herbert Bertz (SED)
- 1981 Gisela Insel (SED)
- 1981–1988 Heinz Bauerfeind (SED)
- 1988–1990 Barbara Möhr (SED)
- 1990–1994 Günter Erdmann (CDU)
- 1994–2001 Brunhilde Zeiger (CDU)
- 2002 Gerd Preisitsch, kommissarisch (CDU)
- 2002–2014 Lothar Meistring (PDS/DIE LINKE)
- seit 2014 Detlef Ebert (CDU)